# Застава Бангладеша
Застава Бангладеша је званично усвојена 17. јануара 1972. 
Основа јој је слична застава која се користила у време Рата за ослобођење Бангладеша 1971. Ова застава је имала на себи карту Бангладеша преко црвеног сунца. Касније је ова карта уклоњена са заставе. 
Данашња застава је слична застави Јапана с једином разликом да се црвено сунце налази на зеленом пољу, а не на белом. 
Црвени круг представља сунце које се диже изнад Бенгала али и крв оних који су умрли за независност Бангладеша. Зелена је симбол богате вегетације ове земље.

## Галерија
- Цивилна застава Бангалдеша
- Застава морнарице
- Застава Бангладеша
(1971)
- Застава авијације